# Sika Bella Kaboré
Sika Bella Kaboré (sinh ngày 20 tháng 10 năm 1959, tại Togo) là nhà luật học Burkina Faso. Bà là người ủng hộ chế độ chăm sóc sức khỏe và là vợ của Tổng thống Burkina Faso, ông Roch Marc Christian Kaboré. Bà là Đệ nhất Phu nhân Burkina Faso từ ngày 29 tháng 12 năm 2015.

## Tiểu sử
Tên khai sinh của bà là Sika Bella Adjoavi. Bà sinh ra tại Lomé, bây giờ là Togo. Cha bà là Mawupé Valentin Vovor, nhà vật lý học Togo; mẹ bà là Emilia Moreira.
Kaboré hoàn thành bằng thạc sĩ luật tại trường Đại học Lomé. Sau đó bà sang Pháp để tiếp tục học tại trường Đại học Burgundy và ở đó bà gặp Roch Marc Christian Kaboré, người chồng tương lai của mình. Họ cưới vào năm 1982 và có ba người con. Những năm 80 của thế kỉ XX, họ chuyển đến Burkina Faso. Ở đó bà gia nhập Phòng Thương mại và Công nghiệp (CCI) tại Ouagadougou với tư cách là một cán bộ nghiên cứu pháp lý, trong khi đó chồng bà được bổ nhiệm làm Tổng Giám đốc Ngân hàng Quốc tế Burkina Faso.
Năm 2006, Kaboré là người đứng đầu Quỹ KIMI, nơi cung cấp các dịch vụ chăm sóc sức khỏe phòng ngừa cho phụ nữ và trẻ em Burkina Faso. Với nghĩa là "chiếc cô" theo tiếng Dyula, quỹ KIMI tập trung vào việc điều trị các bệnh mãn tính, bao gồm ung thư vú, ung thư cổ tử cung và bệnh hồng cầu hình liềm.
Trong những năm 1990 và 2000, Kaboré được cho là khá thân thiết với cựu đệ nhất phu nhân Chantal Compaoré khi sự nghiệp chính trị của chồng bà đang thăng tiến. Họ có nhiều điểm tương đồng: họ kết hôn với các nhà lãnh đạo chính trị Burkina Faso và đều được sinh ra ở nước ngoài: Kaboré sinh ở Togo, còn Compaoré sinh ra ở Bờ Biển Ngà. Một số nhân vật chính trị tin rằng hai người là bạn thân, nhưng các thành viên chính trị khác của Tổng thống Kaboré không nghĩ như vậy. Họ chia sẻ với tạp chí Jeune Afrique, "Họ thân thiết vì chồng của họ đều có chức vụ cao. Còn họ thực sự là bạn bè không thì tôi không chắc."
Năm 2015, bà là thành viên của Uy ban Điều hành của Phòng Thương mại và Công nghiệp (CCI). Bà trở thành Đệ nhất Phu nhân Burkina Faso vào ngày 29 tháng 12 năm 2015, sau chiến thắng của chồng bà trong cuộc bầu cử tổng thống tháng 11 năm 2015.